# Physalaemus fuscomaculatus
Physalaemus fuscomaculatus és una espècie de granota que viu al Brasil, el Paraguai i, possiblement també, a l'Argentina, Bolívia i l'Uruguai.
Està amenaçada d'extinció per la pèrdua del seu hàbitat natural.